# Gare de Senjuōhashi
La gare de Senjuōhashi (千住大橋駅, Senjuōhashi-eki) est une gare ferroviaire de la ligne principale Keisei. Elle est située dans l'arrondissement d'Adachi, à Tokyo au Japon. 
Elle est exploitée par la compagnie Keisei.

## Situation ferroviaire
La gare de Senjuōhashi est située au point kilométrique (PK) 5,9 de la ligne principale Keisei.

## Historique
La gare a été inaugurée le 19 décembre 1931.

## Service des voyageurs

### Accueil
La gare est située sous les voies qui sont surélevées. Elle est ouverte tous les jours. 

### Desserte
- Ligne principale Keisei :
  - voies 1 et 2 : direction Keisei Ueno
  - voies 3 et 4 : direction Keisei Takasago, Keisei Funabashi, Keisei Chiba et aéroport de Narita